# Matzendorf-Hölles
Matzendorf-Hölles ist eine Gemeinde mit 2148 Einwohnern (Stand 1. Jänner 2025) im Bezirk Wiener Neustadt in Niederösterreich.

## Geografie
Matzendorf-Hölles liegt im Industrieviertel am Westrand des Wiener Beckens zwischen Leobersdorf und Wiener Neustadt in Niederösterreich. Die Fläche der Gemeinde umfasst 14,1 Quadratkilometer. 48,95 % der Fläche sind bewaldet.

### Gemeindegliederung
Das Gemeindegebiet umfasst folgende zwei Ortschaften (in Klammern Einwohnerzahl Stand 1. Jänner 2025):
- Hölles (315)
- Matzendorf (1833)

Die Gemeinde besteht aus den Katastralgemeinden Hölles und Matzendorf.

### Nachbargemeinden
| Enzesfeld-Lindabrunn | Leobersdorf                                 | Sollenau  |
|                      | Kompassrose, die auf Nachbargemeinden zeigt | Felixdorf |
|                      | Wöllersdorf-Steinabrückl                    |           |

## Geschichte
Vor Christi Geburt war das Gebiet Teil des keltischen Königreiches Noricum und gehörte zur Umgebung der keltischen Höhensiedlung Burg auf dem Schwarzenbacher Burgberg, welche Hauptort für das gesamte Nord-Ost-Norikum war.
Später unter den Römern lagen die heutigen Orte Hölles und Matzendorf dann in der Provinz Pannonia.
Erste Siedlungsreste lassen sich bis in die Römerzeit zurückverfolgen.
Matzendorf wurde erstmals im Jahre 1327 urkundlich erwähnt (Urkunde im Zentralarchiv des Deutschen Ordens in Wien). Name und Entstehung des Ortes dürften auf die alte Ritterfamilie Matzo, die im 12. und 13. Jahrhundert die jetzt nicht mehr existente Feste Rohr bei Baden bewohnte, zurückzuführen sein.
Der Ort Hölles wurde wahrscheinlich im 12. Jahrhundert von einem Mann namens Heldolph gegründet. Erstmals urkundlich erwähnt wurde Hölles in der Nennung eines Zeugen namens „Heinricus de Heldolphs“ in einer zu Salchenowe (= Sollenau) gegebenen Urkunde vom 18. März 1187, die im Stift Heiligenkreuz aufbewahrt ist. Später wandelte sich der Name der Ansiedlung nach „Heldus“, „Halles“, „Hollas“ und schließlich „Hölles“.
1971 wurden die damals noch autonomen Orte Matzendorf und Hölles zur Ortsgemeinde „Matzendorf-Hölles“ zusammengelegt.

### Bevölkerungsentwicklung
1831 lebten in Hölles 35 Familien mit 92 Männern und 95 Frauen.
| Matzendorf-Hölles: Einwohnerzahlen von 1869 bis 2025 | Matzendorf-Hölles: Einwohnerzahlen von 1869 bis 2025 | Matzendorf-Hölles: Einwohnerzahlen von 1869 bis 2025 | Matzendorf-Hölles: Einwohnerzahlen von 1869 bis 2025 | Matzendorf-Hölles: Einwohnerzahlen von 1869 bis 2025 |
| ---------------------------------------------------- | ---------------------------------------------------- | ---------------------------------------------------- | ---------------------------------------------------- | ---------------------------------------------------- |
| Jahr                                                 |                                                      |                                                      |                                                      | Einwohner                                            |
| 1869                                                 | 1869                                                 |                                                      | 516                                                  | 516                                                  |
| 1880                                                 | 1880                                                 |                                                      | 542                                                  | 542                                                  |
| 1890                                                 | 1890                                                 |                                                      | 614                                                  | 614                                                  |
| 1900                                                 | 1900                                                 |                                                      | 683                                                  | 683                                                  |
| 1910                                                 | 1910                                                 |                                                      | 803                                                  | 803                                                  |
| 1923                                                 | 1923                                                 |                                                      | 732                                                  | 732                                                  |
| 1934                                                 | 1934                                                 |                                                      | 677                                                  | 677                                                  |
| 1939                                                 | 1939                                                 |                                                      | 734                                                  | 734                                                  |
| 1951                                                 | 1951                                                 |                                                      | 783                                                  | 783                                                  |
| 1961                                                 | 1961                                                 |                                                      | 680                                                  | 680                                                  |
| 1971                                                 | 1971                                                 |                                                      | 720                                                  | 720                                                  |
| 1981                                                 | 1981                                                 |                                                      | 1.012                                                | 1.012                                                |
| 1991                                                 | 1991                                                 |                                                      | 1.356                                                | 1.356                                                |
| 2001                                                 | 2001                                                 |                                                      | 1.731                                                | 1.731                                                |
| 2011                                                 | 2011                                                 |                                                      | 1.907                                                | 1.907                                                |
| 2021                                                 | 2021                                                 |                                                      | 2.084                                                | 2.084                                                |
| 2025                                                 | 2025                                                 |                                                      | 2.148                                                | 2.148                                                |
| Quelle(n): Statistik Austria, Gebietsstand 1.1.2021  |                                                      |                                                      |                                                      |                                                      |

### Religion
Nach den Daten der Volkszählung 2001 sind 68,1 % der Einwohner römisch-katholisch und 4,8 % evangelisch. 0,3 % sind Muslime, 0,5 % gehören orthodoxen Kirchen an. 23,9 % der Bevölkerung haben kein religiöses Bekenntnis.

## Kultur und Sehenswürdigkeiten

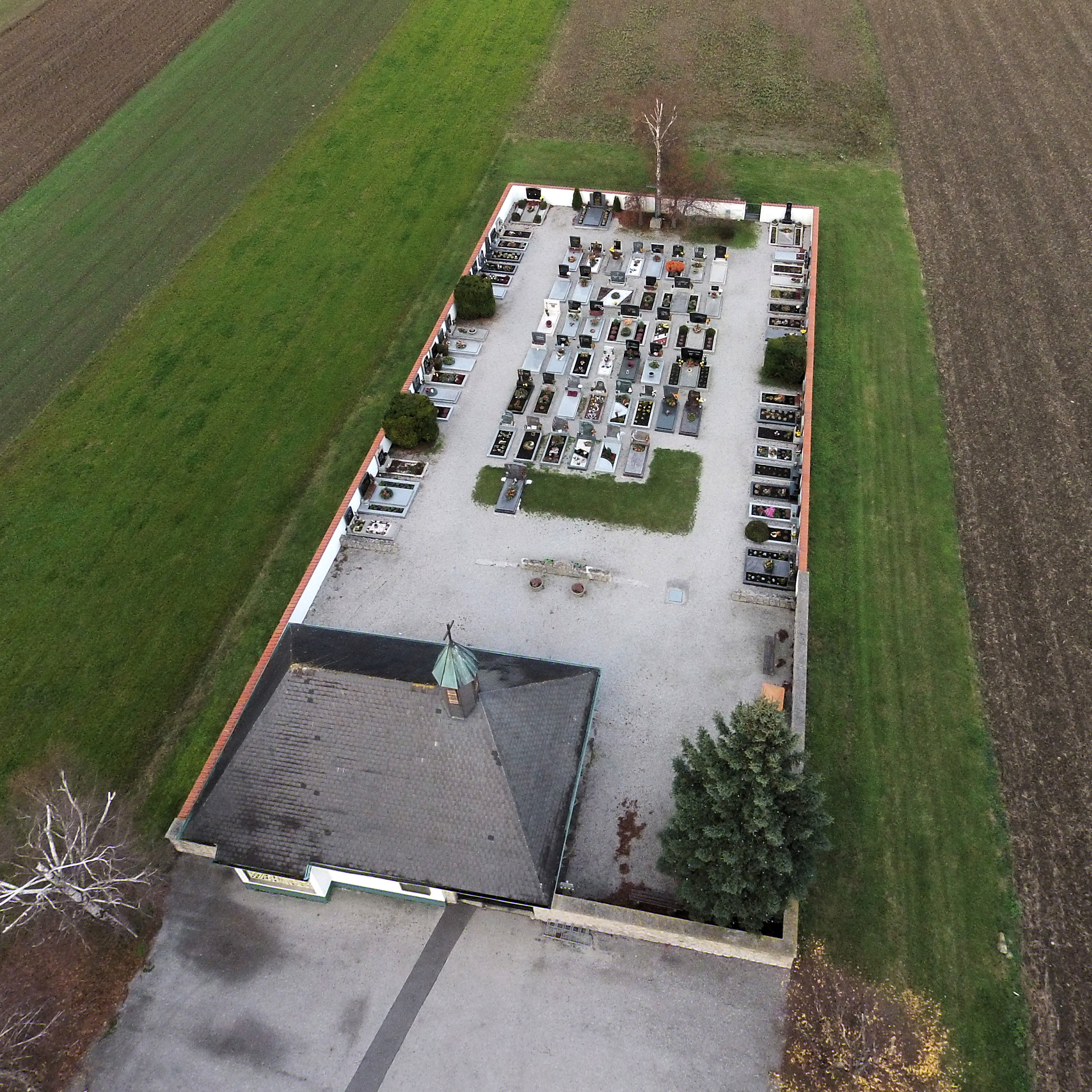
Friedhof in Hölles

### Bauwerke
- Katholische Pfarrkirche Matzendorf hl. Radegundis
- Der Pecherpfad in Hölles wurde von einer privaten Initiatorengruppe zur Erinnerung an das frühere Handwerk der Harzgewinnung am Waldrand von Hölles errichtet und am 30. August 1998 beim „Pecherfest“" feierlich eröffnet, wobei der damalige Wirtschaftsminister Johann Farnleitner, der selbst das Pecherhandwerk erlernt hatte, die Eröffnung vornahm. Die Harzgewinnung in den Föhrenwäldern der Region hat eine lange Tradition, die mindestens bis ins 17. Jahrhundert zurückgeht.
- Schwab- und Löschwasserteich: Neben dem Löschwasserteich in Matzendorf blieb eine offene Holzhütte mit einem Trog in der Mitte erhalten. Noch bis in die Nachkriegszeit (als es noch keine Waschmaschinen gab) brachten die Frauen des Ortes die frisch gewaschene Wäsche hierher, um sie mit frischem Wasser zu schwemmen. Durch diesen Trog floss das Wasser vom D-Brunnen kommend in den Löschwasserteich, der sich zwischen der „Schwab“ und der Badener Straße befindet. Dieser Teich wurde in früheren Zeiten auch zum Einweichen von Fässern und Bottichen der Weinbauern benutzt. Dadurch wurden sie wieder dicht und es konnte nach der Lese wieder frischer Wein eingefüllt werden.
- I. Wiener Hochquellenleitung: Durch Matzendorf führt die im Jahre 1873 fertiggestellte I. Wiener Hochquellenleitung. Nach dem Jahre der großen Wassernot in Wien (1908) wurden drei Brunnen (B-, C- und D-Brunnen) auf dem Gemeindegebiet von Matzendorf errichtet. Der Piestingbach sowie der Hochwassergraben werden mittels Aquädukten überquert, die unter Denkmalschutz (Listeneintrag) stehen. Interessant sind auch die Abläufe an den Seiten, die wie steinerne Kanonen wirken. Außerdem gibt es ein Schöpfwerk.

### Sport
In Matzendorf und Hölles gibt es zahlreiche Vereine (Tennis, Fußball), sowie mehrere Reitställe und eine Golf-Range.
- Biedermeierradweg und „Fit & Fun-Föhrenroute“: Matzendorf-Hölles liegt an der Fit & Fun-Föhrenroute, welche von hier bis Markt Piesting führt und dort in den Biedermeierradweg mündet. Dieser gilt als einer der schönsten Radwege in Ostösterreich und führt durch das idyllische Piestingtal bis Gutenstein bzw. Muggendorf/Myra-Fälle.

## Wirtschaft und Infrastruktur

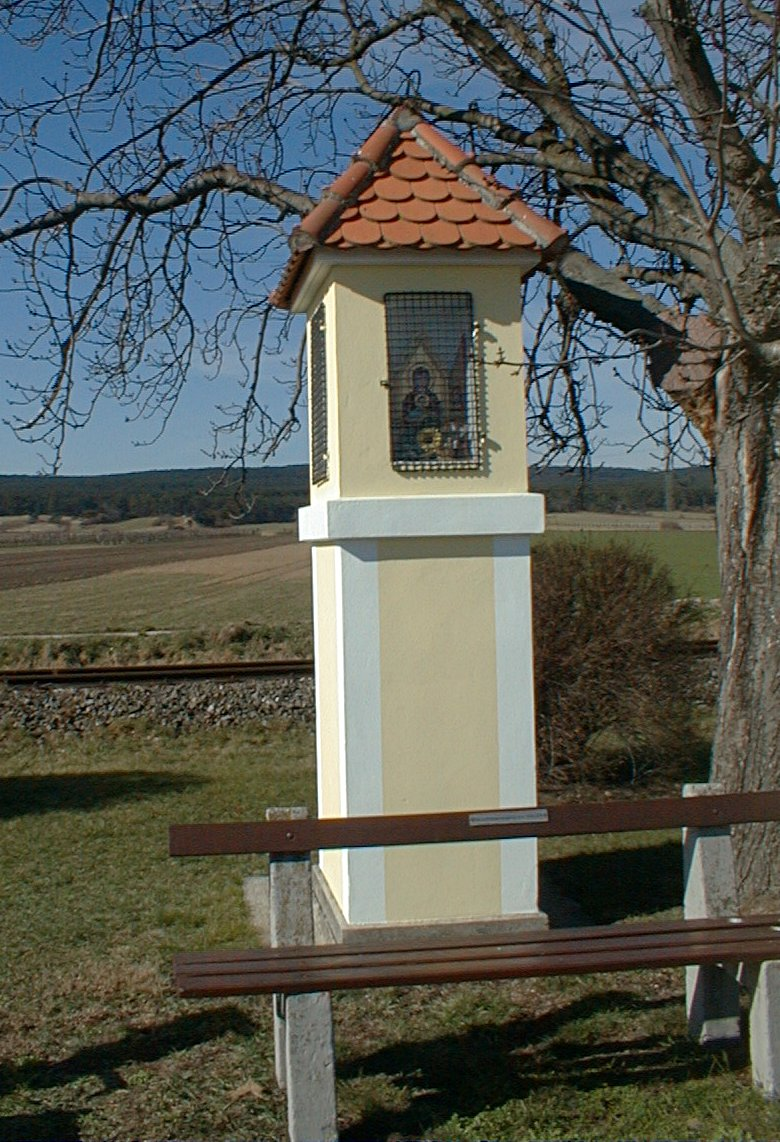
Marterl am nördlichen Ortseingang von Hölles.

Bis zur Mitte des 20. Jahrhunderts beschränkte sich das Erwerbsleben hauptsächlich auf die Landwirtschaft und damit zusammenhängendes Handwerk (so wurden 1831 in Hölles 44 Zugochsen und 28 Kühe registriert). Zu dieser Zeit wurde auch noch die Pecherei betrieben.
Nichtlandwirtschaftliche Arbeitsstätten gab es im Jahr 2001 62, land- und forstwirtschaftliche Betriebe nach der Erhebung 1999 48. Die Zahl der Erwerbstätigen am Wohnort betrug nach der Volkszählung 2001 798. Die Erwerbsquote lag 2001 bei 47,42 Prozent.
In der Landwirtschaft dominiert aufgrund der Lage des Ortes in der Thermenregion vor allem der Weinbau und der Betrieb von Heurigen. Daneben gibt es auch Schweinezucht und Forstwirtschaft. Der Großteil der bäuerlichen Betriebe wird als Nebenerwerbslandwirtschaft geführt.
In der Katastralgemeinde Matzendorf gibt es einen Landeskindergarten und eine Volksschule, die nächste Hauptschule befindet sich im Nachbarort Felixdorf.
Jede der Katastralgemeinden verfügt über einen eigenen Friedhof.

## Politik

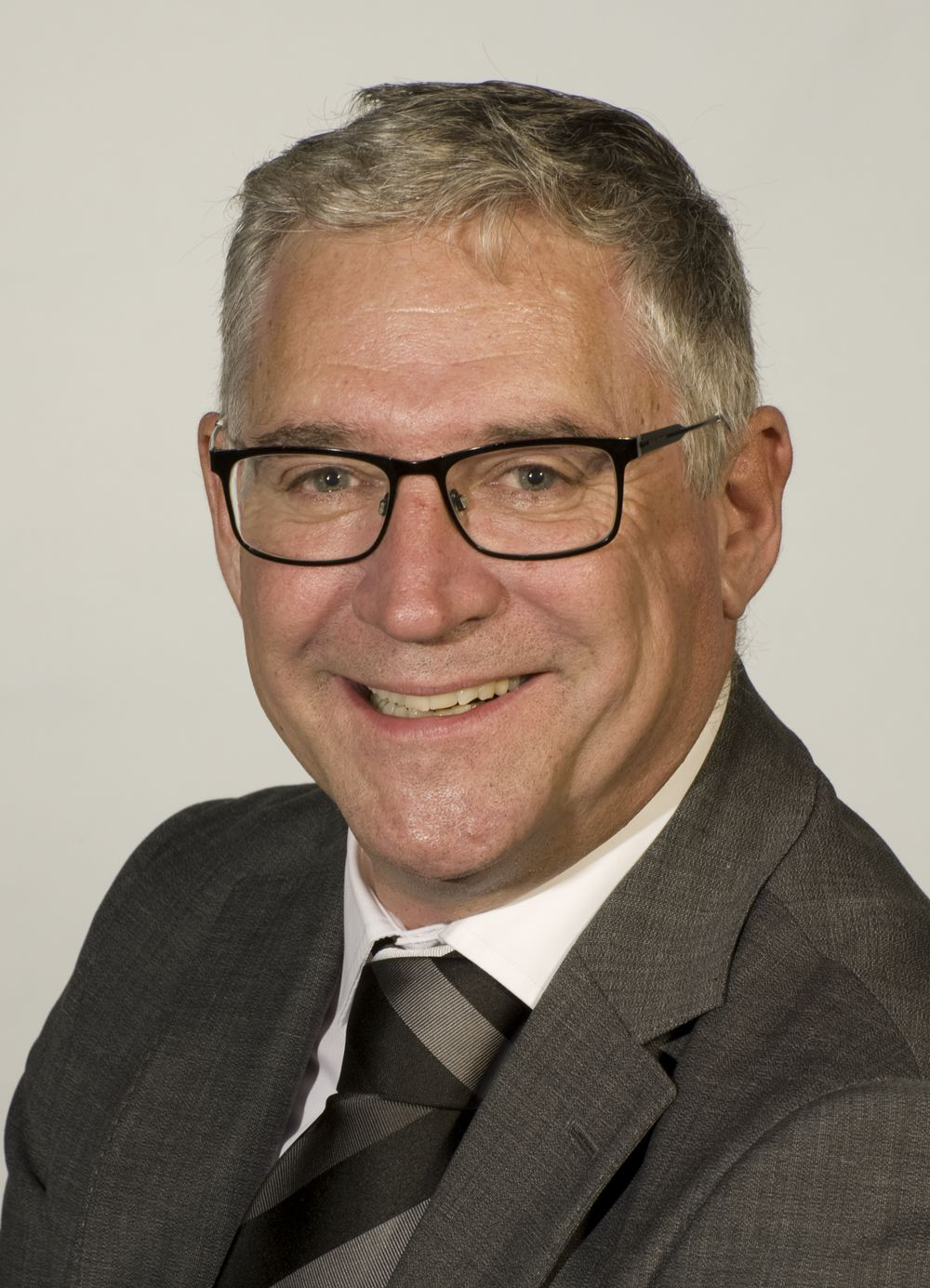
Bürgermeister Franz Stiegler

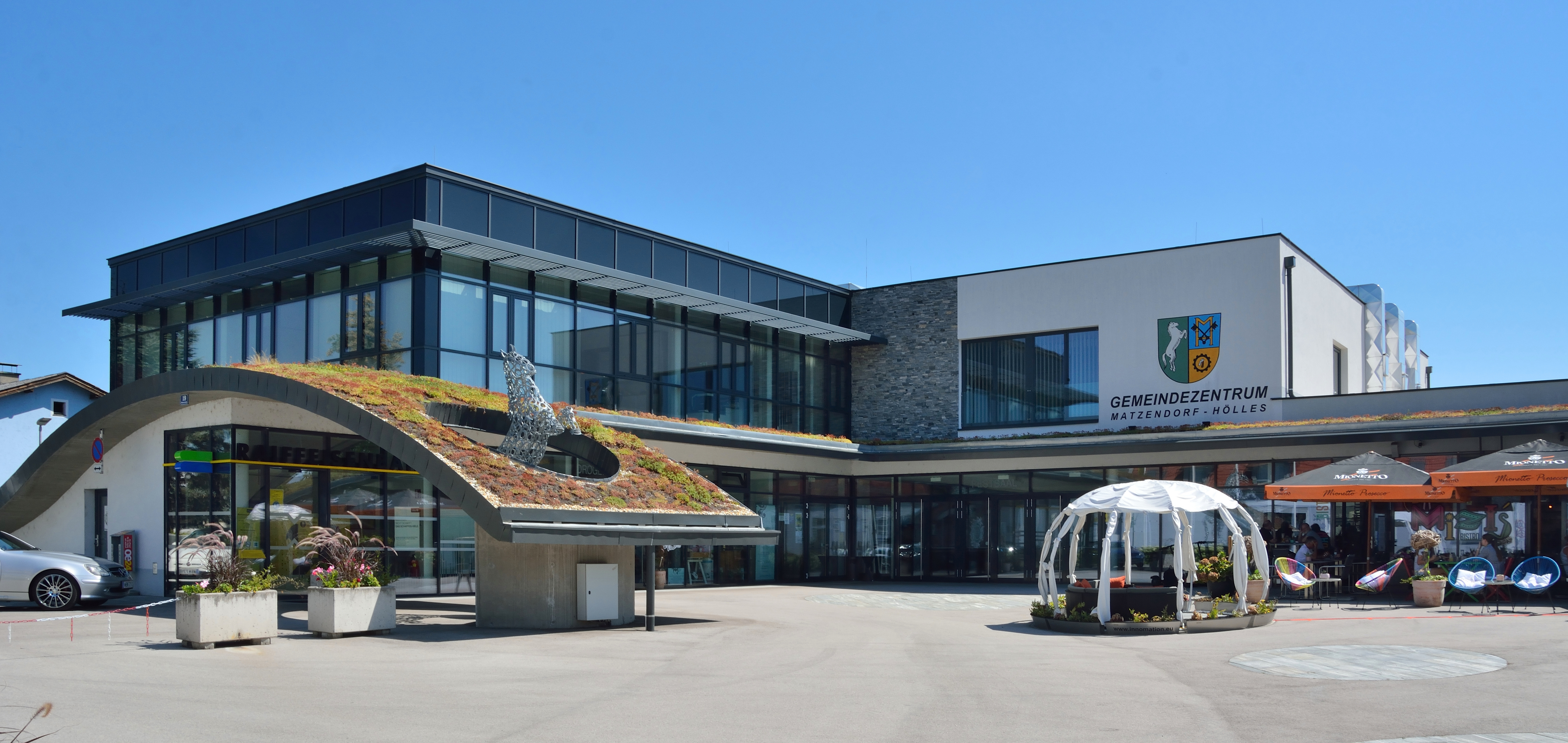
Das 2017 eröffnete Gemeindezentrum

### Gemeinderat
Der Gemeinderat hat 21 Mitglieder.
- Mit den Gemeinderatswahlen in Niederösterreich 1990 hatte der Gemeinderat folgende Verteilung: 11 ÖVP, 6 SPÖ, und 2 FPÖ.
- Mit den Gemeinderatswahlen in Niederösterreich 1995 hatte der Gemeinderat folgende Verteilung: 13 ÖVP, 4 SPÖ, und 2 FPÖ.[2]
- Mit den Gemeinderatswahlen in Niederösterreich 2000 hatte der Gemeinderat folgende Verteilung: 13 ÖVP, 5 SPÖ, und 1 FPÖ.[3]
- Mit den Gemeinderatswahlen in Niederösterreich 2005 hatte der Gemeinderat folgende Verteilung: 13 ÖVP, und 6 SPÖ.[4]
- Mit den Gemeinderatswahlen in Niederösterreich 2010 hatte der Gemeinderat folgende Verteilung: 13 ÖVP, 5 SPÖ, und 1 Bürgerfreundlich Matzendorf-Hölles.[5]
- Mit den Gemeinderatswahlen in Niederösterreich 2015 hatte der Gemeinderat folgende Verteilung: 15 ÖVP, 3 SPÖ, und 1 FPÖ.[6]
- Mit den Gemeinderatswahlen in Niederösterreich 2020 hatte der Gemeinderat folgende Verteilung: 14 ÖVP, 4 SPÖ und 1 FPÖ.[7]
- Mit den Gemeinderatswahlen in Niederösterreich 2025 hat der Gemeinderat folgende Verteilung: 12 ÖVP, 6 FPÖ und 3 SPÖ.[8]

### Bürgermeister
(Quelle: )
Matzendorf
- 1929–1938 Karl Wegerer (CS)
- 1938–1945 ?
- 1945–1946 Josef Reisacher
- 1946–1950 Franz Kobler
- 1950–1960 Karl Wegerer (ÖVP)
- 1960–1968 Franz Mannsberger
- 1968–1970 Florian Kahrer

Hölles
- 1945–1950 Josef Schagl
- 1950–1959 Johann Resch
- 1959–1970 Friedrich Schagl

Matzendorf-Hölles
- 1971–1974 Friedrich Schagl
- 1974 Josef Sternath
- 1974–1986 Florian Kahrer
- 1986–2007: Ernst Anzeletti
- 2007–2023: Johann Grund (ÖVP)
- seit 2023: Franz Stiegler (ÖVP)[10]

### Wappen
Das Wappen wurde der Gemeinde 1977 anlässlich des 650-jährigen Bestandes des Ortes verliehen.
Die heraldisch rechte Seite zeigt einen silbernen Schimmel auf grünem Grund. Die Farbe Grün symbolisiert die Bedeutung der Land- und Forstwirtschaft, die Darstellung mit dem Schimmel gedenkt jenes Tiers, das der Sage nach in der Matzendorfer Friedhofskapelle verhungern musste.
Das heraldisch linke obere Viertel zeigt oben die übereinander getürmten Buchstaben „M“ und „H“, welche für Matzendorf und Hölles stehen. Das über die Buchstaben gelegte doppelte Schlüsselpaar steht für die Zugehörigkeit der Pfarre Matzendorf zum Stift Melk. Das linke untere Viertel zeigt ein Zahnrad, das einen Dexel umschließt, und so den Arbeitnehmeranteil der Bevölkerung symbolisiert. Der Dexel (=Pecherwerkzeug) steht für die ehemalige Bedeutung der Harzgewinnung in den Föhrenwäldern der Gemeinde. Die Farbgebung der linken Seite in blau und gold symbolisiert zum einen die Zugehörigkeit zum Bundesland Niederösterreich, zum anderen soll damit auf die Landwirtschaft in Matzendorf-Hölles hingewiesen werden (blauer Himmel über goldgelben Getreidefeldern).
Die Gemeindefarben sind Grün und Weiß, wobei Grün für den Waldreichtum steht und die Farbe Weiß ein Symbol für die Zugehörigkeit der Gemeinde zum Steinfeld ist.

## Persönlichkeiten
- Julius Kinner war Gemeinderat in Wiener Neustadt. Er kaufte im Jahre 1885 ein Grundstück, um es für den Bau der Aspangbahn zur Verfügung zu stellen. Da die Trassenführung in der Folge jedoch geändert wurde, behielt er das Grundstück, errichtete darauf ein Gasthaus (heute: „Gasthof Waldhauser“) und wurde Matzendorfer. Großes Ansehen erreichte er durch die Gründung der sogenannten „Matzendorfer Krankenkasse“ für die Felixdorfer Textilarbeiter. Heute erinnert eine Gedenktafel an der Nordseite des Gasthofes Waldhauser an ihn und seine Verdienste. Kinners Grab liegt auf dem Matzendorfer Friedhof.
- Der Abgeordnete zum Landtag von Niederösterreich, Karl Wegerer, war Bürgermeister der Gemeinde.
- Der Bezirkshauptmann von Wiener Neustadt-Land, Ernst Anzeletti, war Bürgermeister der Gemeinde.
- Die Fußballlegende Karl Koller, 86-facher Nationalspieler und zweimaliger (1954 und 1958) WM-Teilnehmer, wurde 1929 im Ortsteil Hölles geboren.

## Sonstiges

Matzendorf und Hölles um 1873 (Aufnahmeblätter der Landesaufnahme)
Hölles (rechts unten) und Umgebung Richtung Westen
Matzendorf (links unten) und östliche Umgebung mit dem „K.K. Artillerie Schiessplatz“ am Steinfeld

Matzendorf wird auch „Schimmelhausen“ genannt. Dieser Name geht auf eine Sage zurück: Angeblich soll in den Anfangsjahren des Dorfes ein weißes Pferd in eine auf dem Gebiet des heutigen Matzendorfer Friedhofs stehende Kirche gelaufen sein, die Tür fiel zu und das arme Tier war eingesperrt. Aus Hungersnot begann der Schimmel am Seil der Kirchenglocke zu nagen. Die Dorfbewohner erschraken fürchterlich, als die Glocken zu läuten begannen, und sie befürchteten, dass der Teufel in die Kirche gefahren war. Als nach einigen Tagen das Läuten verstummte, wagten sich mutige Bürger in die Kirche und fanden das verendete Pferd. In den umliegenden Gemeinden wurden die Bewohner daher wegen ihrer Feigheit verspottet.